# Bódogh Albert
Bódogh Albert (Nemesbikk, 1829. május 10. – Miskolc, 1886. április 12.) orvosdoktor, közegészségi felügyelő, Borsod megye főorvosa.

## Élete
Bódogh Péter megyei tisztviselő és Szeghő Erzsébet fia volt, 1829. május 11-én keresztelték. Miskolcon kezdte iskolai pályáját, majd Kassán és Debrecenben folytatta, hol mint jogot végzett ifjút találták az 1848. események és honvéd lett; részt vett több csatában s jelen volt Buda ostrománál; a világosi fegyverletétel után szüleihez tért vissza. 1849 végén Pestre ment s az egyetemen az orvosi tanfolyamot végezve, ez idő alatt Szentkirályi Mórnál nevelősködött; ezután orvosi teljes kiképeztetése végett két éven át Bécsben időzött, egyszersmind Széchenyi István fiai mellett mint házi nevelő működött. 1855-ben orvostudorrá lett és gyakorló-orvosnak Pilisborosjenőre hivatott, hol a kerületi uj kórház igazgatóorvosa is volt. Innen 1858-ban Nagyszalontára ment, s ott mint városi főorvos 1861-ig hivataloskodott, mikor Borsod megye egyik főorvosává választotta; azonban már 1861 decemberében az ismét uralomra jutott abszolutista kormány alatt szolgálni nem akarván, a megye többi alkotmányos tisztviselőivel együtt leköszönt; ekkor lakását állandóan Miskolcra tette át és ott mint gyakorló orvos folytatta pályáját. Az 1867. alkotmányos tisztujítás alkalmával Borsod megye őt ismét főorvosává választotta. 1869-ben a kormány a 48. honvédzászlóaljhoz századosi ranggal orvosul nevezte ki; később ezredorvos lett. Az országgyűlésen 1879-ben és még egy izben Hajdúböszörményt képviselte s a függetlenségi párthoz tartozott; leginkább a közegészség ügyeinek tárgyalásánál emelt szót, erélyesen sürgetve a hiányok orvoslását. 1885-ben nevezték ki országos közegészségi felügyelővé.

## Munkái
A magyar orvosok- és természetvizsgálóknak Fiuméban 1869-ben tartott közgyűlése alkalmával mint titkár szerepelt, s e gyűlésen a Darwin-féle theoriáról, Győrben a XVII. nagygyűlésen a higany-készítményekről; Máramarosszigeten 1876-ban mint alelnök Az orvostudomány befolyásáról a közművelődésre; az 1882. debrecenin ismét mint alelnök. Az átöröklés és öröklékenységről értekezett; a borsodi orvos- és gyógyszerészegylet által rendezett népszerű felolvasásokban is több ízben részt vett és néhány értekezése a Gyógyszatban (1864.) és az Orvosi Hetilapban jelent meg, másnemű irodalmi cikkei a többi orvosi és nagyobb napilapokban jelentek meg.
Szerkesztette a magyar orvosok és természetvizsgálók Napi Közlönyét 1869. szeptember 6–11-ig Fiuméban és a Miskolcz c. hetilapot 1878–80-ban.